# 関根智輝
関根 智輝（せきね ともき、1999年1月13日 - ）は、日本の社会人野球選手（投手）。ENEOS所属。

## 経歴
中学校から野球を始め、葛飾区立新宿中学校時代は、新宿クラブに所属。
東京都立城東高等学校に進学。1年秋からベンチ入り、2年秋から背番号1。東東京都大会では最速145km/hを記録。
慶応義塾大学に進学。1年時に春秋で計5勝をマーク。2年夏にトミー・ジョン手術を受け、4年生時3月のアメリカキャンプで復帰。長谷部銀次（広島東洋カープ）と組んだ。
大学卒業後、ENEOSへ所属。2022年のドラフト会議では指名漏れとなった。